# Ruthless for Life
Ruthless for Life — третий студийный альбом рэпера MC Ren, выпущенный в 1998 году. Является последним альбомом рэпера на лейбле Ruthless Records.

## Об альбоме
В записи альбома приняли участие многие известные рэперы, такие как: Snoop Dogg, Ice Cube, Eightball и RBX.. На этом альбоме MC Ren отошёл от своего жесткого стиля исполнения гангста-рэпа.

## Список композиций
| №   | Название                                          | Длительность |
| --- | ------------------------------------------------- | ------------ |
| 1.  | «Ruthless for Life»                               | 4:24         |
| 2.  | «Who in the Fuck?» (при участии Eightball и MJG)  | 4:04         |
| 3.  | «Nigga Called Ren»                                | 4:06         |
| 4.  | «Comin' After You» (при участии Ice Cube)         | 4:16         |
| 5.  | «Voyage to Compton»                               | 4:24         |
| 6.  | «Must Be High»                                    | 3:23         |
| 7.  | «So Whatcha Want?» (при участии Snoop Dogg и RBX) | 4:40         |
| 8.  | «Shot Caller» (при участии Big Rocc и Tha Chill)  | 4:22         |
| 9.  | «All the Same»                                    | 3:29         |
| 10. | «Who Got That Street Shit?»                       | 4:47         |
| 11. | «Pimpin' Is Free» (при участии Peeps)             | 4:14         |
| 12. | «CPT All Day»                                     | 4:19         |